# 1948 في المكسيك
فيما يلي قوائم الأحداث التي وقعت خلال عام 1948 في المكسيك.

## رياضة
- 29 يونيو – الدوري المكسيكي الممتاز 1947-48 الفائز كلوب ليون.

## مواليد

### يناير
- 1 يناير – إسماعيل زامبادا غارسيا بـارون مخدرات مكسيكي.
- 1 يناير – خوسيه روبرتو إسبينوزا
- 9 يناير – سوزانا دوسامانتس
- 20 يناير – غينو سيلفا ممثل مكسيكي.
- 23 يناير – أرتور نونيز خيمينيز سياسي مكسيكي.
- 30 يناير – ميغيل كانتو ملاكم مكسيكي.

### فبراير
- 12 فبراير – فرنسيسكو إسترادا لاعب كرة قاعدة مكسيكي.
- 17 فبراير – خوسيه خوسيه ممثل وفنان مكسيكي.
- 22 فبراير – خوان غونزاليس فارس من الولايات المتحدة الأمريكية.
- 24 فبراير – جوليتا نورما فييرو جوسمان

### مارس
- 1 مارس – كونسيويلو موراليس إليزوندو ناشطة حقوق إنسان مكسيكية.
- 2 مارس – خيسوس موريلو كرم سياسي مكسيكي.
- 3 مارس – انريكي ميزا لاعب كرة قدم.
- 11 مارس – أليخاندرو هرنانديز لاعب كرة قدم مكسيكي.
- 17 مارس – باتريسيو مارتينيز غارسيا سياسي مكسيكي.

### أبريل
- 3 أبريل – كارلوس ساليناس دي غورتاري رئيس المكسيك.
- 26 أبريل – مارتا راندال

### مايو
- 31 مايو – نوي فرناندو غارزا فلوريس سياسي مكسيكي.

### يونيو
- 7 يونيو – فاوستو مندوزا مالدونادو سياسي مكسيكي.

### يوليو
- 5 يوليو – زالومون حزقيال ماركوس عيسى سياسي مكسيكي.
- 5 يوليو – ليليانا عبود
- 7 يوليو – لويس إسترادا لاعب كرة قدم.
- 21 يوليو – غويلرمو أورتيز مارتينيز سياسي مكسيكي.
- 24 يوليو – غوستافو كاباييرو كامارغو سياسي مكسيكي.
- 29 يوليو – إدواردو أندرادي سانشيز سياسي مكسيكي.

### أغسطس
- 2 أغسطس – غوستافو مورينو راموس سياسي مكسيكي.
- 13 أغسطس – خوسيه غونزاليس
- 22 أغسطس – فيكتور ثيربانتس
- 30 أغسطس – أرتور غيريرو

### سبتمبر
- 14 سبتمبر – لويس ميسيل أكوستا سبّاح مكسيكي.
- 15 سبتمبر – هوراسيو لوبيز لاعب كرة قدم مكسيكي.
- 17 سبتمبر – هومبيرتو لونا مقدم برامج إذاعية من الولايات المتحدة الأمريكية.
- 27 سبتمبر – كارلوس لوبيز لاعب كرة قاعدة مكسيكي.
- 28 سبتمبر – ميغيل سانشيز كارينيو سياسي مكسيكي.

### نوفمبر
- 4 نوفمبر – ديليا كازانوفا ممثلة مكسيكية.

### ديسمبر
- 15 ديسمبر – فيسنتي كالديرون مبارز بالسيف مكسيكي.
- 27 ديسمبر – خوان ألفارادو مارين لاعب كرة قدم مكسيكي.
- 27 ديسمبر – فيليبي ميدينا سانتوس سياسي مكسيكي.
- 28 ديسمبر – إدغار فيفار ممثل مكسيكي.

## وفيات

### أبريل
- 24 أبريل – مانويل بونس (مواليد 1886) ملحن مكسيكي.